# Бивис и Батхед
Бивис и Батхед (енгл. Beavis and Butt-Head) америчка је анимирана телевизијска серија коју је створио Мајк Џаџ. Прати Бивиса и Батхеда, тинејџерске забушиваче које карактерише њихова апатија, недостатак интелигенције, сатирични хумор и љубав према хард рок и хеви метал музици.
Добила је позитивне рецензије критичара и публике због сатиричних, заједљивих коментара о друштву, али и критике због наводног утицаја на адолесценте. Такође су приказана два филма: Бивис и Батхед одрађују Америку (1996) и Бивис и Батхед одрађују свемир (2022).

## Радња
Серија је усредсређена на два неинтелигентна тинејџерска делинквентна по имену Бивис и Батхедд (оба је изнео Џаџ) којима недостају социјалне вештине. Они иду у школу Хајленд хај која се налази у Хајленду. Ако нису у школи или не изазивају неред, биће испред телевизора. Бивис и Батхед код куће немају надзор одраслих и једва су писмени. Обојици недостаје било какве емпатије или моралних скрупула, чак и када се односе једнан према другоме. Своје ће сусрете обично сматрати „кул” ако су повезани са хеви металом, насиљем, сексом, уништавањем или језивим. Иако неискусни са женама, деле опседнутост сексом и имају тенденцију да се церекају кад год чују речи или фразе које би могле бити чак и нејасно протумачене као сексуалне, телесне или копролошке.
Свака епизода садржи честе интерстицијске сцене у којима критикују музичке спотове користећи коментаре које је импровизовао Џаџ (отприлике на исти начин као серија Мистериозно научно позориште 3000; у осмој сезони су такође коментарисали клипове из других серија канала MTV попут серија Џерзи шор и Прави живот, плус серије са других мрежа у власништву предузећа Viacom као што је Spike). Преостали део епизода приказује двојац који се упушта у шему или авантуру. Особље у Хајленд хају често је у недоумици како да се носи са њима и, у многим епизодама, Бивис и Батхед уопште прескачу школу. Њихови поступци понекад резултирају озбиљним последицама, понекад по њих саме, али често и по друге, у којима они сами не изражавају никакво кајање.

## Епизоде
| Сезона | Сезона | Епизоде | Епизоде | Оригинално емитовање | Оригинално емитовање | Оригинално емитовање |
| Сезона | Сезона | Епизоде | Епизоде | Премијера            | Финале               | Мрежа                |
| ------ | ------ | ------- | ------- | -------------------- | -------------------- | -------------------- |
|        | Пилоти | 2       | 2       | 22. септембар 1992.  | 17. новембар 1992.   |                      |
|        | 1.     | 3       | 3       | 8. март 1993.        | 25. март 1993.       |                      |
|        | 2.     | 26      | 26      | 17. мај 1993.        | 15. јул 1993.        |                      |
|        | 3.     | 31      | 31      | 6. септембар 1993.   | 5. март 1994.        |                      |
|        | 4.     | 32      | 32      | 14. март 1994.       | 15. јул 1994.        |                      |
|        | 5.     | 50      | 50      | 31. октобар 1994.    | 12. октобар 1995.    |                      |
|        | 6.     | 20      | 20      | 31. октобар 1995.    | 7. март 1996.        |                      |
|        | 7.     | 41      | 41      | 26. јануар 1997.     | 28. новембар 1997.   |                      |
|        | 8.     | 22      | 22      | 27. октобар 2011.    | 29. децембар 2011.   |                      |
|        | 9.     | 23      | 23      | 4. август 2022.      | 13. октобар 2022.    |                      |
|        | 10.    | 27      | 27      | 20. април 2023.      | 29. јун 2024.        |                      |